# Остров (Хваловське сільське поселення)
Остров (рос. Остров) — присілок у Волховському районі Ленінградської області Російської Федерації.
Населення становить 23 особи. Належить до муніципального утворення Хваловське сільське поселення.

## Історія
Згідно із законом № 56-оз від 6 вересня 2004 року належить до муніципального утворення Хваловське сільське поселення.

## Населення
| 1910 | 1997 | 2007 | 2010 | 2017 |
| ---- | ---- | ---- | ---- | ---- |
| 186  | ↘4   | ↗17  | ↗18  | ↗23  |